# Návesní rybník (Seletice)
Návesní rybník je rybník zhruba obdélníkovitého tvaru o rozloze asi 0,75 ha, který leží na potoce Kozačka, na východním okraji obce Seletice v okrese Nymburk. Je zakreslen již na mapovém listě č. 76 z I. vojenského mapování z let 1764–1783.
Rybník je využíván pro chov ryb.

## Galerie

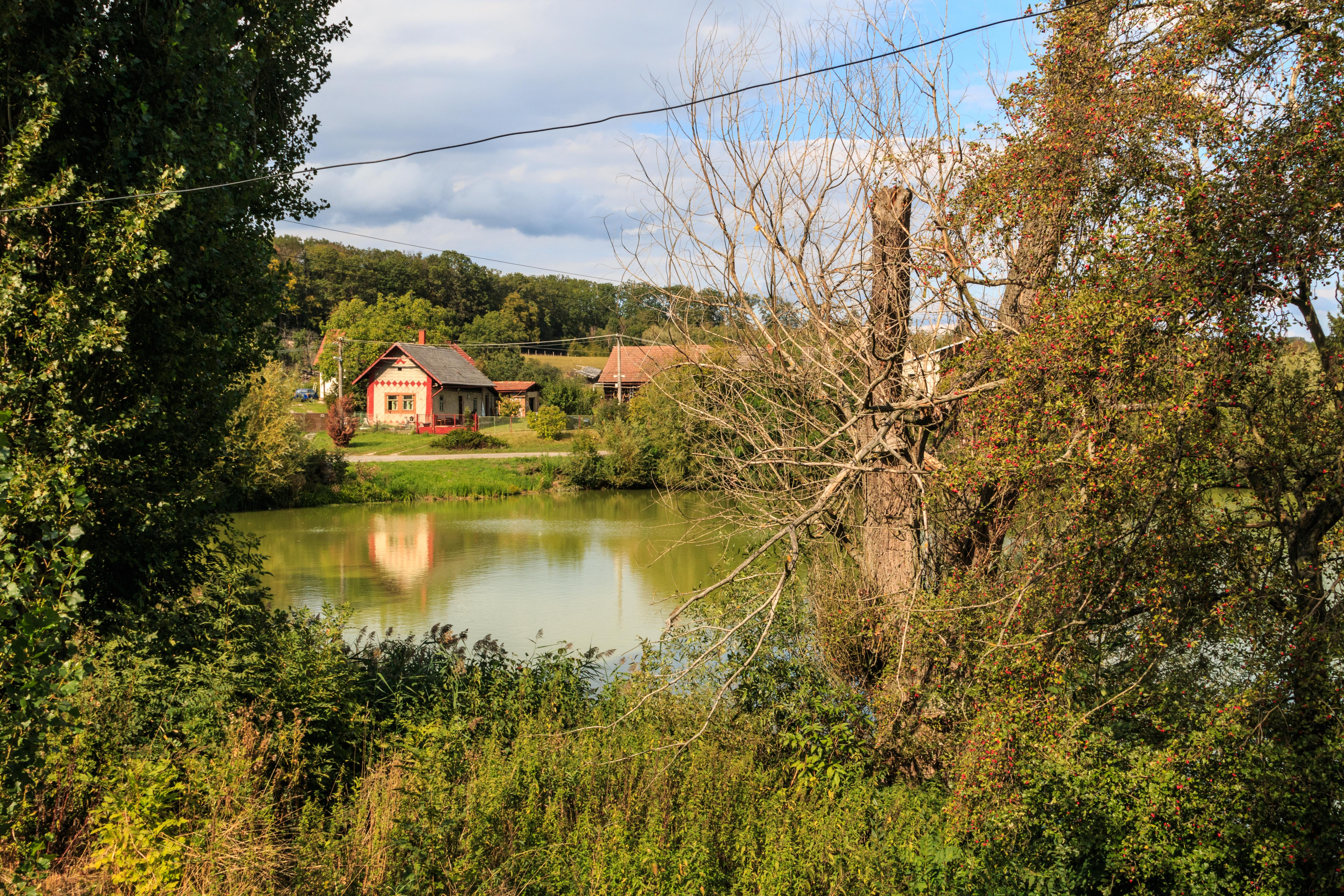
Pohled na Návesní rybník v Seleticích
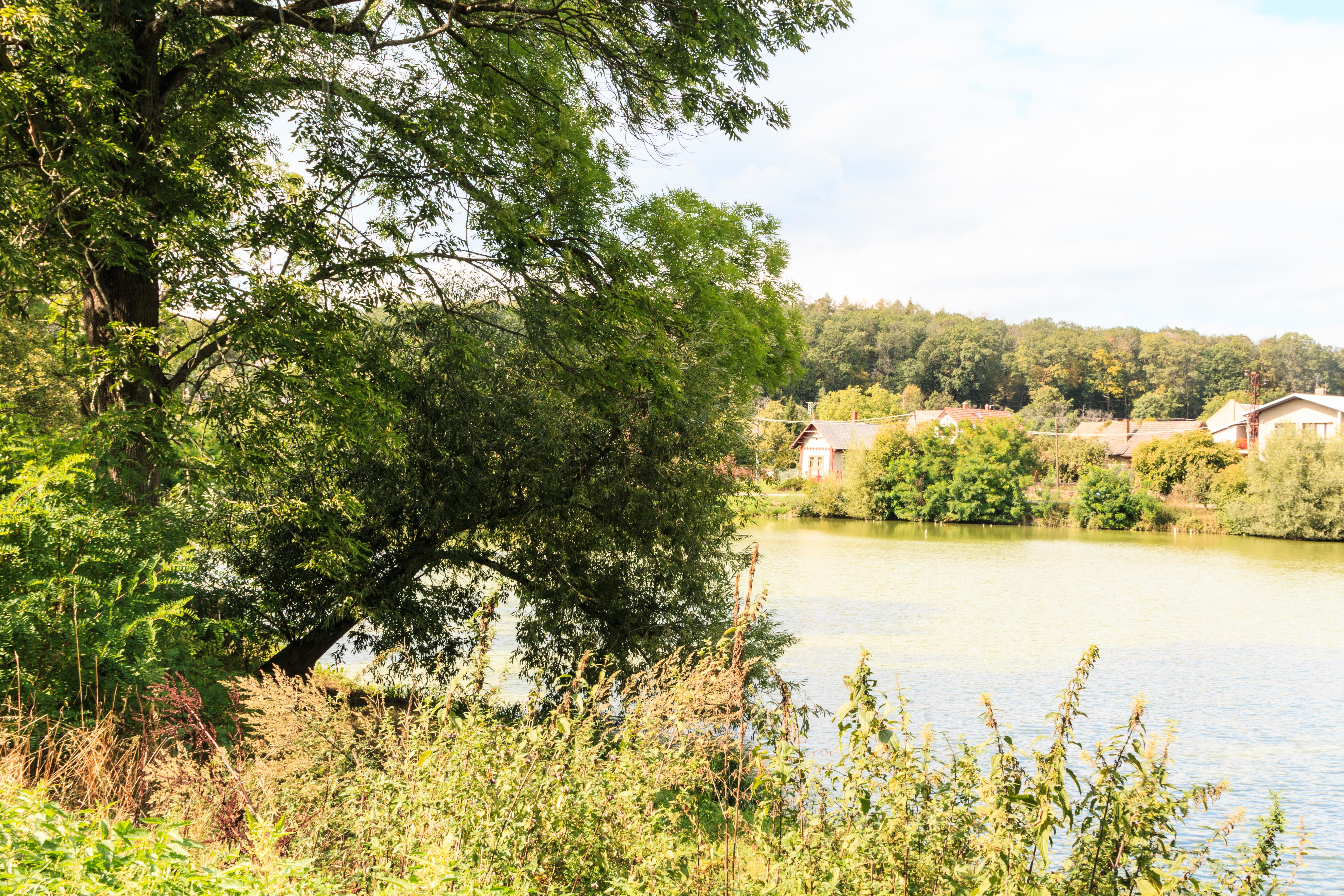
Pohled na Návesní rybník v Seleticích
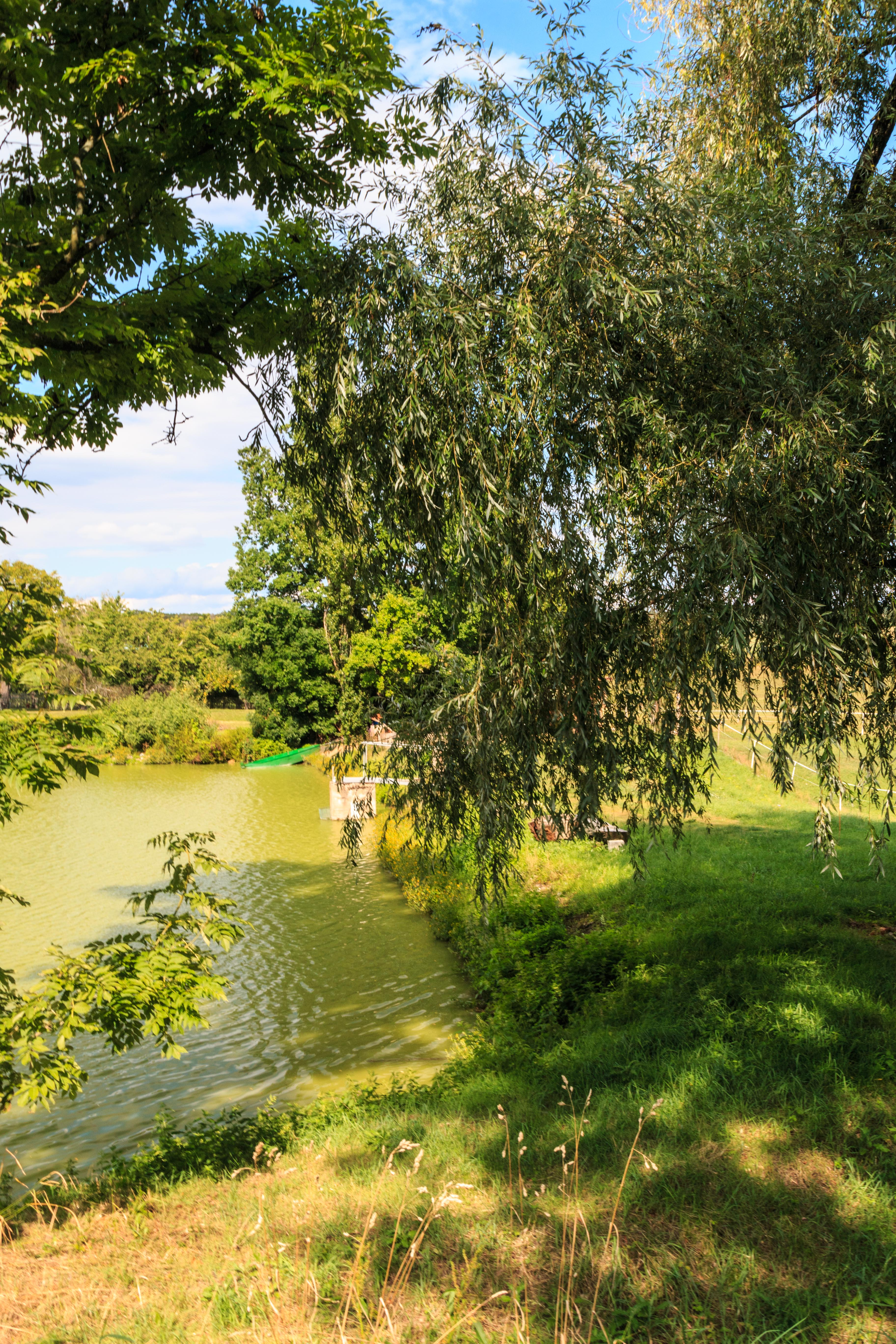
Pohled na Návesní rybník v Seleticích